# Albert Gleizes
Albert Gleizes (Parigi, 8 dicembre 1881 – Avignone, 24 giugno 1953) è stato un pittore, disegnatore e incisore francese, fra i principali rappresentanti del cubismo. Egli considerò tutte le sue opere successive al 1914 come sviluppo logico dell'estetica cubista.

## Biografia
Nacque da Sylvain Raymond Gleizes, disegnatore di tessuti, ed Elisabeth Valentine Comerre.
Artista autodidatta, è stato uno dei fondatori del Gruppo dell'Abbaye, con Georges Duhamel e Charles Vildrac.

### Prime opere
Albert Gleizes era il nipote del ritrattista Léon Comerre, vincitore del Prix de Rome nel 1875. I suoi primi dipinti furono paesaggi impressionisti, ma la sua ammirazione per Paul Cézanne lo spinge a rompere con la pittura descrittiva per concentrarsi sui piani, sui volumi e sulla molteplicità dei punti di vista.

### I saloni cubisti
Dal 1911 all'inizio della prima guerra mondiale, Albert Gleizes fu fra i principali espositori dei saloni parigini, dove il cubismo, movimento pittorico lanciato da Georges Braque e Pablo Picasso nel 1907, si rivelò al grande pubblico. Il Salon des Indépendants del 1911 fu il luogo dove Gleizes e i suoi amici pittori, Henri Le Fauconnier, Fernand Léger, Jean Metzinger, Jacques Villon e Robert Delaunay, riuscirono a raccogliere la loro proposta, firmando la nascita del "cubismo dei Saloni", contrastato dagli storici del movimento e dai frequentatori del Bateau-Lavoir, allora molto influenti. Considerata scandalosa dal pubblico e dalla maggior parte della critica, ad eccezione di Guillaume Apollinaire, questa mostra si protrasse, fino allo scoppio della prima guerra mondiale, nelle fiere autunnali indipendenti, dove diversi artisti esposero la loro produzione. Segno del coinvolgimento di Gleizes, fu la pubblicazione, assieme a Jean Metzinger, del primo libro mai dedicato al movimento cubista dal titolo Du "cubisme", pubblicato poco dopo l'apertura del Salon de la Section d'Or, nell'ottobre 1912, dove Gleizes ed i cubisti erano ampiamente rappresentati.
La guerra mise bruscamente fine a questo processo disperdendo i diversi protagonisti del movimento.

### La grande guerra
Arruolato, Gleizes venne inviato in una caserma a Toul (Lorena), dove, grazie alla disponibilità di un medico militare, poté continuare a dipingere e disegnare, mentre lavora a distanza con Jean Cocteau, direttore della rivista Le Mot. Riformato nel 1915, grazie alle conoscenze della sua futura moglie, Juliette Roche, figlia di un influente ministro, lasciò la Francia e si trasferì a New York, dove incontrò Marcel Duchamp e Francis Picabia  e frequentò gli ambienti artistici della metropoli statunitense. Pochi mesi dopo, la coppia si recò a Barcellona, dove è stata offerta ad Albert la possibilità di tenere la sua prima mostra personale alla galleria Dalmau nell'autunno del 1916. 

### Il ritorno in Francia
Tornò in Francia nel 1919 dedicandosi all'insegnamento e orientando la sua arte verso la produzione di "tableaux-objets". Nel 1927 fondò la comunità di Moly-Sabata nell'Isère, nei pressi della sua casa di Serrières (Ardèche). A partire dal 1939 si ritirò a Saint-Rémy de Provence dove continuò il suo lavoro.

### Dal cubismo al sacro
Il cubismo iniziale di Albert Gleizes dà risalto ai volumi (La Femme aux phlox, 1910). Alcune tele trattano l'oggetto figurativo in maniera destrutturata come Picasso (La Dame aux bêtes, 1914), ma il cubismo di Gleizes mantiene una certa originalità nella espressione schematica e realistica dei suoi personaggi in un paesaggio di forme geometriche e decostruite (L'Homme au balcon, 1912).
La tavolozza scura dei suoi primi quadri, si schiarì ed egli non esitò ad utilizzare grandi macchie di colori vivaci e piatte («La Parisienne», 1915). A partire dal 1917, passò a delle rappresentazioni meno destrutturate (La Femme au gant). La composizione dei suoi dipinti segue una grammatica rigorosa quanto costante inventata dal pittore: ricerca del ritmo, gusto per la geometria (rotazione e traslazione del piano), astrazione del soggetto (Peinture à sept éléments cadencés et rythmés).
Nel 1931 aderì al movimento "Abstraction-Création". Nei suoi ultimi dipinti Gleizes si rivolse verso la pittura sacra. Illustrò i Pensées di Blaise Pascal e si convertì al cattolicesimo nel 1941.
Le sue opere e disegni sono conservate in numerosi musei in Francia ed all'estero. Dal 2006, il museo Estrine di Saint-Rémy-de-Provence (Bocche del Rodano) ha allestito una esposizione permanente di Albert Gleizes.

## Opere

### Pittura
- « La Femme aux phlox », 1910
- « L'Homme au balcon », 1912
- « La Dame aux bêtes », 1914
- « La Parisienne », 1915
- « Mère et Enfant », Barcelone 1916
- « Dans le port », 1917, Musée Thyssen-Bornemisza - Madrid
- « La Femme au gant », 1917
- « Les Deux nus », 1920, gouache[2]
- « Peinture à sept éléments cadencés et rythmés »
- « Maternité », 1934

### Trattati
- « Du "cubisme" », con Jean Metzinger, 1912
- « La Forme et l'histoire »
- « Homocentrisme »
- « La Peinture et ses lois »